# Ptenomela psittacina
Ptenomela psittacina är en skalbaggsart som beskrevs av Hermann Burmeister 1844. Ptenomela psittacina ingår i släktet Ptenomela och familjen Rutelidae. Inga underarter finns listade i Catalogue of Life.